# الکساندر سیلایف
الکساندر سیلایف (انگلیسی: Aleksandr Silayev؛ ۲ آوریل ۱۹۲۸ – ۳۱ دسامبر ۲۰۰۵ (aged 77)) ورزشکار اهل اتحاد جماهیر شوروی سوسیالیستی بود.
وی همچنین برندهٔ جوایزی همچون نشان پرچم سرخ کار و نشان لنین شده‌است.
وی در مسابقات کشوری و بین‌المللی در مجموع برندهٔ ۱ مدال طلا، ۱ مدال نقره شده‌است.